# Second Life
Second Life — тривимірний віртуальний світ з елементами соціальної мережі, який нараховує понад 1 млн активних користувачів. Проєкт було розроблено і запущено в 2003 році компанією Linden Lab, розташованою в Сан-Франциско і заснованою Філіпом Росдейлом, колишнім CTO RealNetworks.

## Опис
Second Life — не так гра в звичайному розумінні, як віртуальний простір з певними властивостями. Тут немає необхідності заробляти бали, «прокачувати» свого персонажа, немає властивих звичайним іграм заданих сюжетом завдань. Замість цього власники акаунтів отримують можливість вибрати найбільш прийнятний для них спосіб віртуального існування — участь у спільнотах за інтересами, створення віртуальних товарів, будівництво, створення віртуальних предметів мистецтва, спілкування в чаті або голосом, подорожі численними цікавими місцями віртуального світу.
В Second Life є створені резидентами зони для рольових ігор і віртуальних «бойових дій» — поєдинків чи масових сутичок, як правило витриманих у певній концепції (самурайські бої, поєдинки в стилі американського Дикого Заходу, фехтування на античній або середньовічній європейській холодній зброї, футуристичні бойові системи тощо). Користувачі можуть розважатися різними складними й міні-іграми, взаємодіяти з оточенням і вільно переміщуватися тривимірним світом. Є й серйозні «рольові світи», що вимагають значного «занурення» (наприклад, сегмент Гор).
SL-концепцію в російськомовній періодиці вперше було оприлюднено медіа-ідеологом М. Леско в журналі «Профіль»:

Світ SL … дивовижно світлий і гарний, навіть якщо мова йде про оселі драконів або вампірів. До того ж приголомшливо різноманітний, оскільки Ліндени запропонували користувачам самим забудовувати «голий» всесвіт. Тобто використали креатив мільйонів своїх користувачів абсолютно безкоштовно! Резиденти, що прилітають в SL, освоюються на своїх територіях, як їм подобається, — засаджують їх лісами, прикрашають квітами, заповнюють містами, острови оточують морями, не забуваючи населяти водні простори чудовими рибами. І похмурий погляд кіберпанку не набув тут популярності. Навіть «готичні», тобто свідомо «темні» землі, і ті чарівно привабливі. У цьому, можна сказати, і полягає геніальність задуму — SL-світ дає можливість зануритися в чужі солодкі марення і подивитися на візуалізовані мрії (зокрема й еротичні, але це якраз не найцікавіша складова Second Life). Найцікавішим в цьому проєкті є навіть не сам креатив, а приголомшлива подібність ігрових реалій до справжнього життя. Філіп Росдейл так і сказав одного разу: «Я не гру створюю, а нову державу». Зі всіма подальшими наслідками.

В Second Life є можливість слухати музику і дивитися відео, включно з інтернет-трансляцією радіостанцій, переглядом фільмів тощо.
В Second Life є також віртуальна валюта під назвою Linden Dollar (L$), яку можна отримати, обмінявши на справжні гроші; передбачена також зворотна конвертація, що створює можливість організації в Second Life цілком реальних бізнес-схем. Ввести гроші в SL можна за допомогою кредитної картки, PayPal, Webmoney (можна також переказати гроші, створивши віртуальну пластикову картку в сервісі «QIWI»). У середньому курс не змінюється і коливається від 250L$ до 300L$ за 1 реальний долар. Гроші потрібні для купівлі та продажу віртуальних товарів, зокрема віртуальної землі. У жовтні 2012 року Європейський Центральний Банк опублікував результати дослідження віртуальних валют, однією з яких стала і грошова система Second Life.
«Світ» Second Life розташований на великому масиві серверів, які належать і обслуговуються Linden Lab. Цей масив серверів відомий як «the grid» — «сітка».
Число зареєстрованих аккаунтів станом на жовтень 2008 року досягло 15 мільйонів, але близько 10 % з цих аккаунтів жодного разу не входили в гру, а сама кількість аккаунтів продовжує зростати. Щодня реєструються 12-15 тисяч нових аккаунтів. Одночасно в світі Second Life знаходяться в середньому близько 40-80 тисяч резидентів (пікове значення — понад 90 тис.). За період 60 днів — близько 1,2 млн унікальних користувачів.
В 2016 році Філіп Росдейл передав права директора Ейбу Альтбергу.

## Контент

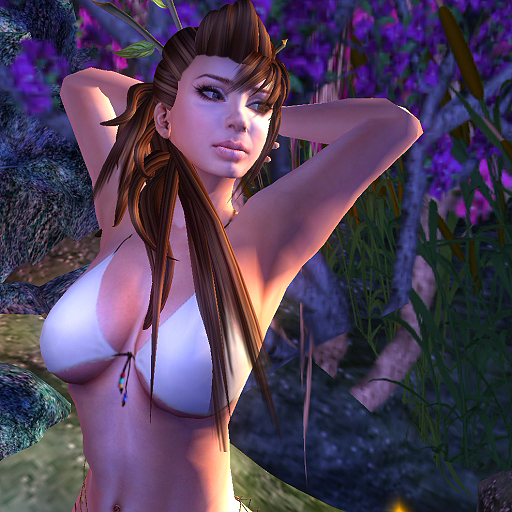
Скріншот персонажа Second Life

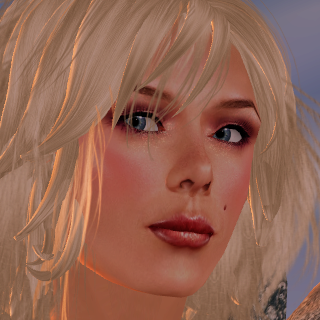
Користувачі самі визначають вигляд свого аватара

В Second Life самі жителі створюють навколишній контент: одяг, будинки (редагування і володіння землею тільки для платних аккаунтів), автомобілі та багато іншого. Жителі (резиденти) самі вибирають і модифікують (або купують готовий у інших резидентів) свій зовнішній вигляд в Second Life — вигляд свого аватара. Після реєстрації аватар користувача має досить примітивний вигляд і некрасиву ходу. Щоб повноцінно грати, йому потрібно придбати (або зробити самому, що є непросто):
- фігуру;
- «шкіру» (визначає реалістичні риси обличчя і макіяж для жінок, а також такі атрибути на тілі, як ключиці, лопатки, рельєф м'язів у чоловіків, соски, пупок тощо);
- волосся (зачіску);
- різні види одягу та взуття (не менш різноманітні, ніж в реальному світі);
- анімацію (щоб мати приємну ходу, красиві пози, коли стоїш або сидиш, жести на всі випадки життя; в ряді випадків потрібна анімація для двох людей, наприклад, щоб танцювати з іншою людиною, сидіти обнявшись або займатися сексом, і т. д.).
- інший контент, наприклад, особистий острів і величезний середньовічний замок, різні види меблів, ювелірні прикраси, татуювання на тіло тощо.

В самій грі є тисячі магазинів, де все це можна придбати (в тому числі і безкоштовно), також існує офіційний торговельний майданчик з продажу віртуальних товарів для Second Life — Marketplace [Архівовано 24 лютого 2015 у Wayback Machine.].
При створенні контенту для Second Life можна користуватися власною скриптовою мовою програмування LSL.

## Освіта і корпоративні програми

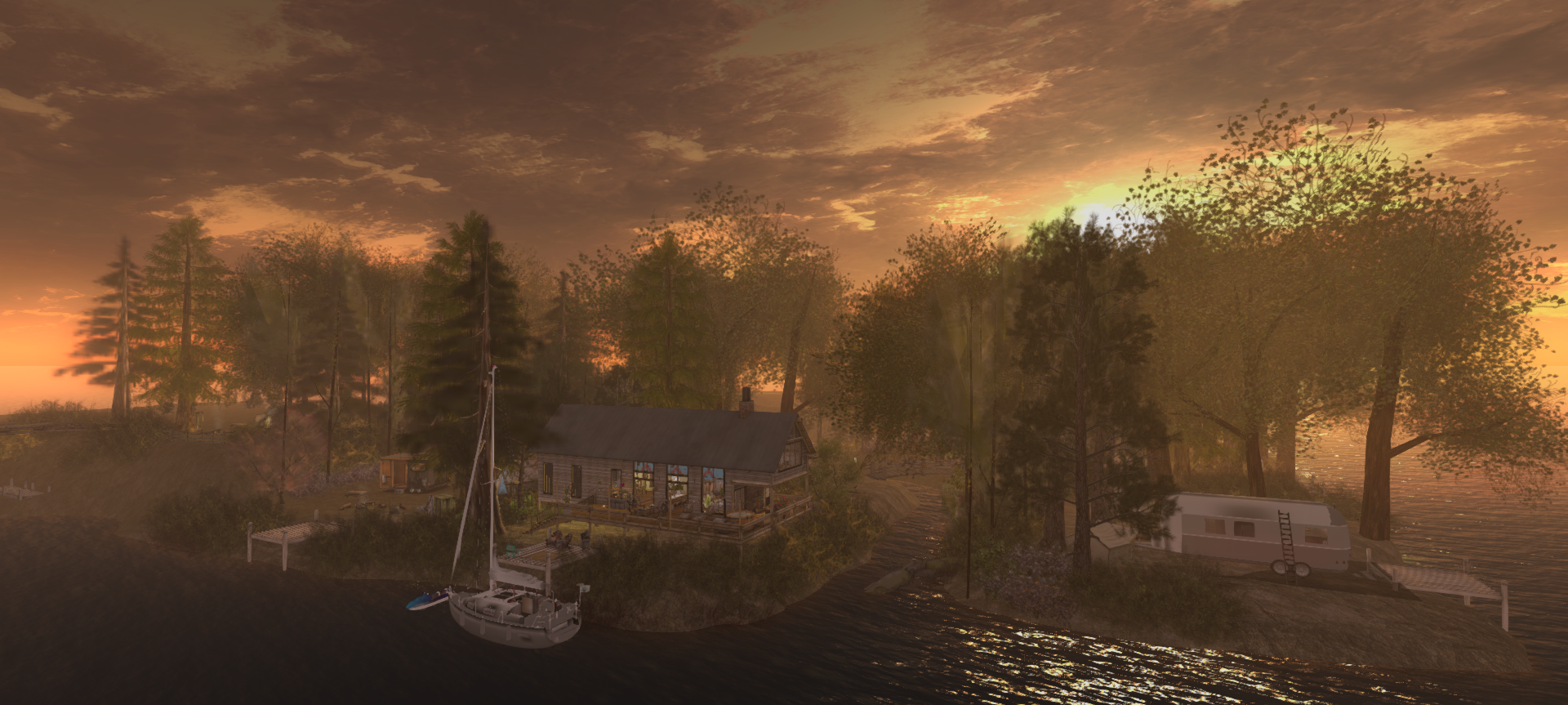
Панорама

Багато університетів і компаній використовують Second Life для навчання, включно з Гарвардським і Оксфордським університетами . У 2007 році Second Life використовується як місце для навчання іноземним мовам. І викладачі в Second Life, і реальні викладачі використовують віртуальний світ для навчання мовам. Англійську (як другу мову) зараз вивчають у кількох школах, включно з Британською Радою [Архівовано 1 січня 2016 у Wayback Machine.], яка сфокусувалася на інтерактивних молодіжних освітніх мережах (Teen Grid). Інститут іспанської мови та культури «Instituto Cervantes [Архівовано 31 грудня 2020 у Wayback Machine.]» і Goethe-Institut мають свої острови в Second Life. Список освітніх проєктів (що включає кілька мовних шкіл) в Second Life можна знайти на сайті SimTeach.
Ряд корпорацій відкрили свої представництва в Second Life, використовуючи віртуальний світ з метою реклами, а також для проведення нарад і взаємодії співробітників. Наприклад, IBM вибудовує віртуальний робочий простір для працівників з віддалених регіонів, Sun Microsystems — для співробітників, що працюють поза офісом. Reuters і CNN використовують Second Life для поширення та отримання інформації, а NASA відкрило віртуальний дослідницький центр. В Second Life працює інформаційний центр Армії США.

## Second Life як соціальна мережа
Second Life виконує роль соціальної мережі, в рамках якої користувачі можуть спілкуватися один з одним (в цьому сенсі Second Life не є комп'ютерною грою, оскільки всі ігрові моменти організовуються самими користувачами, а не розробниками). Linden Lab заохочує розвиток в цьому напрямку, інтегруючи профілі користувачів з Твіттером і Facebook. Учасники Second Life об'єднані в численні групи найрізноманітнішої спрямованості, утворюючи спільноти за інтересами.
Про взаємовідносини в Second Life знято фільм Ти там?.

## Економіка в Second Life
Дана віртуальна площа Second Life має власну економіку. Для різних транзакцій між резидентами (купівля, оплата оренди, завантаження власних речей, розваги) використовується спеціальна віртуальна валюта, іменована Лінден доларом (англ. Linden Dollars, умовне позначення L$). Користувачі («резиденти») Second Life мають можливість здійснювати платежі в Лінден Долларах всередині віртуального світу, розплачуючись за віртуальні товари або послуги. Linden Labs не встановлює гарантій викупу і офіційного змісту Лінден Долара, але надає можливість виведення зароблених коштів на рахунки PayPal. Вартість Лінден Долара ніяк не корелює з вартістю послуг самої компанії Linden Lab. На сьогоднішній день, покупка Лінден долара через посередників, офіційно заборонена, бо є порушенням правил і карається тимчасовим або довічним баном.

## Література

Логотип проєкту

### Відео
- Репортаж телеканалу РЕН-ТВ про SecondLife [Архівовано 25 квітня 2014 у Wayback Machine.]
- Віртуальна реальність, програма «Сегодня» (Новости), федеральний телеканал НТВ [Архівовано 14 травня 2014 у Wayback Machine.]
- Російський журнал «За рубежом» відкрив свою віртуальну редакцію [Архівовано 25 квітня 2014 у Wayback Machine.]
- Сергій Піменов (творець віртуальної Москви) дав ексклюзивне інтерв'ю НТВ
- Репортаж телеканалу СТС-Урал про Second Life